# Georg Lewandowski
Georg Lewandowski (Schmidtsdorf, 19 agosto 1944) è un politico tedesco, sindaco di Kassel dal 1993 al 2005.
| Controllo di autorità | VIAF (EN) 72335131 · GND (DE) 124765955 |